# The Dead
The Dead byla americká koncertní skupina, jejíž první turné se konalo v roce 2003. Ve skupině hrály dřívější členové skupiny Grateful Dead Bob Weir, Phil Lesh, Mickey Hart a Bill Kreutzmann, kteří byli při koncertech doplněny o několik dalších hudebníků.